# Quercus gambleana
Quercus gambleana är en bokväxtart som beskrevs av Aimée Antoinette Camus. Quercus gambleana ingår i släktet ekar, och familjen bokväxter. Inga underarter finns listade.